# Washington (ur. 10 kwietnia 1975)
Washington Luiz Pereira dos Santos (ur. 10 kwietnia 1975) – brazylijski piłkarz występujący na pozycji napastnika.

## Kariera piłkarska
Od 1995 do 2012 roku występował w União São João, Nacional, Liège, La Louvière, Cerezo Osaka, Atlético Mineiro, Guaraní, Sportivo Luqueño, Remo, São Gabriel, Happy Valley, Internacional Limeira, Taquaritinga, São Raimundo i Rio Branco.
| Rozgrywki     | Kraj     | Mecze | Bramki |
| ------------- | -------- | ----- | ------ |
| Série A       | Brazylia | 8     | 0      |
| Eerste klasse | Belgia   | 13    | 0      |
| J1 League     | Japonia  | 2     | 1      |